# 古瀬卓男
古瀬 卓男（ふるせ たくお、1926年（大正15年）9月5日 - 2007年（平成19年）11月10日）は、日本の教育者・教育学者・教育法学者・元学校経営者。北海道女子短期大学元学長。北海道女子短期大学の草創期を教職員として支えた一人。

## 来歴
北海道生まれ。旧制中学校卒業後、戦時中は赤紙によって徴兵。復員後、旧制中学校の事務職員。中央大学校外生制度を経て、1948年中央大学法学部通信教育課程に入学。1948年札幌市立商業高等学校常勤講師（非常勤教員）。1952年（昭和27年）中央大学法学部卒業。1956年（昭和31年）北海道大学教育学部卒業。1956年札幌創成商業高等学校教諭。1960年北海道札幌旭丘高等学校社会科教諭。1965年北海道女子短期大学服飾美術科講師。1966年同服飾美術科助教授。学校法人浅井学園評議員。1968年北海道女子短期大学服飾美術科教授。1970年学校法人浅井学園理事。1987年北海道女子短期大学3代学長に就任。1992年病気により同学長を退任。北海道女子短期大学退職。同名誉教授。1993年、北海道栄養短期大学学長に就任。1995年北海道文教短期大学退職。
この他、北海道女子短期大学の事務方として同事務局長（1965年- 1987年）も務めた。また、中央大学法学部通信教育課程学生会札幌支部学習会非常勤講師（1976年- 1986年）や、南部忠平記念財団の設立中心メンバーで同理事も務めた。
2007年11月10日、腎不全のため死去。

## 受賞歴
文部大臣表彰（1980年）

## 著書
- 北海道立教育研究所編『北海道教育史：戦後編』（分担執筆、北海道立教育研究所、1972年）
- 浅井幹夫と共編『教育関係法規演習』（ソルト出版、1986年）
- 鹿毛継雄編『現代社会と法』（分担執筆担当、ソルト出版、1988年）
- 白石淳と共著『日本国憲法』（ソルト出版、1991年）